# 狭矩芒毛苣苔
狭矩芒毛苣苔（学名：Aeschynanthus angustioblongus）为苦苣苔科芒毛苣苔属下的一个种。

## 扩展阅读
維基物種上的相關：狭矩芒毛苣苔